# Picconia excelsa
Picconia excelsa (Aiton) DC. è un grande arbusto appartenente alla famiglia delle Oleacee, endemico della Macaronesia.

## Descrizione
Le piante adulte possono raggiungere i 10 cm di altezza, e presentano foglie coriacee, ovate o ellittiche, opposte, di colore verde brillante, lunghe 6–8 cm; i fiori sono bianchi, tetrameri, di dimensioni modeste (massimo 1 cm), non profumati. I frutti somigliano a delle piccole olive, grandi 1–2 cm, di colore nero.

## Distribuzione e habitat
La specie è originaria delle Isole Canarie e dell'isola di Madera, dove cresce nella laurisilva.
È stata introdotta nel continente europeo come pianta ornamentale nelle zone a clima mediterraneo, senza incontrare particolare successo. È rinvenibile presso collezioni botaniche e giardini di acclimatazione. Un esemplare di dimensioni monumentali è presente presso il parco di villa Durazzo-Pallavicini a Genova Pegli, presumibilmente messo a dimora nel 1840-46.